# 莲花县
莲花县是中华人民共和国江西省萍乡市下辖的一个县级行政区，位於江西省西部，萍鄉市南部，東北與安福縣接壤，東南與永新縣毗鄰，西南與湖南省茶陵縣、攸縣相連，北面與蘆溪縣交界。

## 历史
莲花地域春秋战国时期先后属于吴、越、楚。秦灭楚后，莲花地域为安成县属长沙郡。秦末汉初, 莲花地域属长沙候国。
三国时期，莲花地域属安成郡。晋太康元年（280年）分永新县设广兴县，辖境包括现在莲花县大部，县治在今琴亭镇附近。属庐陵郡。
隋开皇九年（589年），废广兴县并入安丰县（后改称泰和县）。唐武德五年（622年），复置广兴县。唐武德八年（625年），废广兴县并入太和县。唐显庆二年（657年），置永新县，其辖境包括原析置广兴县地。
清乾隆八年（1743年），朝廷析永新县二十个都、安福县十二个都置莲花厅，县治莲花桥，属吉安府。民国二年（1912年）改厅为县，莲花县正式得名。属庐陵道。民国十五年（1925年）废道，属江西省。民国十六年（1926年）6月30日，中国共产党在莲花县成立工农兵政府。民国十七年（1927年）8月1日发生的南昌起义引发国共十年内战。共产党随后建立了井冈山革命根据地（含莲花县）。民国三十九年（1949年）8月13日，中国共产党占领全境，属吉安专区。
1968年属井冈山地区。1979年属吉安地区。1992年6月20日，中华人民共和国国务院批准，莲花县由吉安地区划归萍乡市管辖，同年8月11日正式实施:95。

## 地理
莲花县位于江西省西部，罗霄山脉中段，井冈山北麓。地形以丘陵，山地为主，属亚热带季风性气候。南北长约58公里，东西宽约38公里，地处东径113°46′—114°09′、北纬26°57′—27°27′，国土面积1062.06平方公里，耕地面积23.3万亩，山地面积112万亩，森林面积78.5万亩，森林覆盖率达67%。”七分半山分半田，一分水面和庄园“是对莲花地貌轮廓的总体概括。县内地貌由山地、丘陵、岗地、河谷平原和山间盆地组成，地势北、东、西三面高，中部和南部低。东北与安福县接壤，东南与永新县毗邻，西南与湖南省茶陵县、攸县相连，北面与芦溪县交界。
县内河网密布，理论水能蕴藏量每平方公里达54.6千瓦。主要河流莲江发源于境内北面高山高天崖，总长69.4公里，流域面积901.47平方公里，六市江水流入湖南渌水，闪石、路口溪流流入安福泸水。
莲花县气候温和，光照充足，雨量充沛，四季分明，生态环境幽美，是典型的江南鱼米之乡。年平均气温17.5℃，年降水量在1600—1700mm之间，年平均日照为1697.4小时，无霜期年平均284天。

## 人口
根據第七次人口普查數據，截至2020年11月1日零時，蓮花縣常住人口為21.69萬人。
总人口24.9万。民族成份主要是汉族，另有苗、壮、回、满、侗、黎、羌7个少数民族。

## 行政区划
莲花县下辖5个镇、8个乡：
琴亭镇、路口镇、良坊镇、升坊镇、坊楼镇、闪石乡、湖上乡、三板桥乡、神泉乡、六市乡、高洲乡、荷塘乡和南岭乡。

## 资源
- 适宜种植水稻、豆类、红薯、香菇、柑桔等。
- 主要有果、蔬、林、茶、鱼、禽、猪等七大农业商品。
- 矿藏丰富，目前已探明的矿种20余种，已经开采的有煤炭、铁矿石、石灰石、石英粉、金属镁等。无烟煤含煤面积达575平方公里，煤质优良，热量平均在6000大卡以上，远景储量在1亿吨以上，1987年国务院将莲花列为全国重点产煤县之一；铁矿储量达4700万吨以上；石灰石遍及全县，储量达46亿吨以上，列江西省县市前茅；另有磷、硫、锰、钨、白云岩、粉石英、大理石等开发利用价值前景可观。

## 交通
319国道和省道吉莲公路贯通全县境，南与 105国道、 106国道、 107国道、京珠、赣粤高速相接，北与 320国道相接，全县村级公路全部水泥化，公路通车里程达1200公里。县城东距京九线井冈山火车站、井冈山机场90公里，分文线安福火车站63公里；南距永新文竹火车站20公里，西距湖南茶陵火车站65公里，北距萍乡火车站69公里；距南昌火车站、昌北机场330公里，距长沙黄花机场200公里。泉南高速从莲花经过，2007年开工。